# Ułus namski
Ułus namski (ros. Намский улус, jakuc. Нам улууһа) – ułus, jednostka podziału administracyjnego w rosyjskiej Jakucji w położonej poza kołem polarnym części położonej na Syberii autonomicznej rosyjskiej republiki Jakucji.
Położony jest w centralnej części republiki. Centrum administracyjnym ułusu jest wieś Namcy położona 84 km (drogą lądową, a 96 km szlakiem wodnym) od stolicy republiki – Jakucka.

## Geografia
Teren równinny, ułus mieści się w granicach Niziny Środkowojakuckiej.
Średnia temperatura stycznia to –42 °C, lipca +17–+18 °C. Roczna suma opadów 200–250 mm.
Największą rzeką przepływającą przez teren ułusu jest Lena.
Na terenie ułusu znajdują się duże złoża piasku kwarcowego.